# Донлан, Иоланда

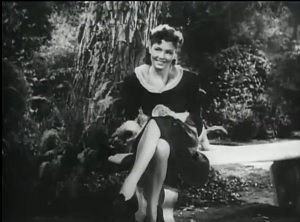
В фильме «Дьявольская летучая мышь» (1940)

Иоланда Донлан (англ. Yolande Donlan; 2 июня 1920, Джерси-Сити, Нью-Джерси — 30 декабря 2014, Лондон) — американская актриса театра, кино и телевидения, также много снималась в кинематографе Великобритании, прожила в этой стране бо́льшую часть своей жизни.

## Биография
Иоланда Донлан родилась 2 июня 1920 года в городе Джерси-Сити (штат Нью-Джерси, США). Отец — Джеймс Донлан (1888—1938), киноактёр, мать — Тереза Донлан (в девичестве Моллот), певица.
С 1940 года начала сниматься в кино, однако первый этап её карьеры продолжался недолго: за полтора года она появилась в девяти фильмах (один из них был короткометражным, а в четырёх случаях она не была указана в титрах). Затем более-менее регулярно она снималась с 1949 по 1966 год: за эти семнадцать лет зрители увидели её в тринадцати фильмах и сериалах. После у актрисы были разовые появления в двух кинофильмах (в 1970 и 1976 годах) и одном эпизоде малоизвестного телесериала «Воскресный ночной триллер» (1981).
В первые два года карьеры актриса в титрах иногда указывалась под псевдонимом Иоланда Мэллотт (англ. Yolande Mallott), а дважды её указали как Иоланда Моллот (англ. Yollande Mollot). В то время её основной актёрский образ был горничные и служанки с французским акцентом.
В начале 1947 года в США прибыл известный британский режиссёр Лоренс Оливье, чтобы лично утвердить Донлан на главную роль в постановке «Рождённый вчера». Актриса приняла предложение и отбыла с Оливье в Лондон. И сама пьеса и игра Донлан имели огромный успех у зрителей Вест-Энда. После этого актриса почти была утверждена на роль Питера Пэна (этого персонажа традиционно играют девушки), но против этого активно выступил актёрский профсоюз «Справедливость», который заявил, что такую значимую роль обязана исполнить только британская актриса. Тогда Донлан осталась в Великобритании и стала сниматься в кино в этой стране. В 1950 году была признана «самой многообещающей актрисой-новичком».
В начале 1990-х годов Донлан вернулась на родину. Её муж, к тому времени оставивший кинематографическую деятельность в связи с возрастом, покинул родную Великобританию и уехал с ней. Они поселились в калифорнийском городе Палм-Спрингс, и прожили там до самой смерти мужа в 2006 году. В 2004 году на местной Аллее звёзд появилась звезда, в честь неё и её мужа. Вскоре после кончины мужа Донлан снова улетела в Великобританию, и остаток своих дней прожила в престижном лондонском районе Белгрейвия.
Иоланда Донлан скончалась 30 декабря 2014 года в Лондоне.

### Писательница
В 1955 году свет увидел автобиографический путевой очерк под названием Sand in My Mink, который в юмористической форме рассказывает о приключениях Донлан и её мужа во время их свадебного путешествия по Европе.
В 1976 году была опубликована автобиография под названием Shake The Stars Down (в США вышла под названием Third Time Lucky). В этой книге рассказывается о её детстве, о Голливуде 1930-х годов, о её подростковых попытках сделать карьеру танцовщицы и актрисы.

### Личная жизнь
- 5 августа 1943 года Донлан вышла замуж за американского актёра по имени Филип Трукс (1911—2008)[9]. Уже через несколько лет пара разъехалась, но официальный развод актриса смогла получить только летом 1954 года. От брака остался сын Кристофер[3] (1946 — ?)
- 11 сентября 1954 года Донлан вышла замуж за известного британского режиссёра Вэла Геста (1911—2006), пара прожила вместе 52 года до самой смерти мужа в 2006 году. Она снялась в восьми фильмах, режиссёром которых он был[3].

## Избранные театральные роли
- 1947 — Рождённый вчера[англ.] / Born Yesterday — Билли Даун. Театр «Гаррик»[англ.].
- 1950 — Для Дороти, сына[англ.] / To Dorothy, a Son. Театр «Савой».
- 1959 — И вдруг наступила весна / And Suddenly It's Spring. Театр герцога Йоркского[англ.].

## Избранная фильмография

### Широкий экран
В титрах указана
- 1940 — Карусель[англ.] / Turnabout — Мари, служанка
- 1940 — Дьявольская летучая мышь / The Devil Bat — Максин, служанка
- 1941 — Несовершеннолетние[англ.] / Under Age — Лили Флетчер
- 1950 — Тело сказало «нет!»[англ.] / The Body Said No! — Микки Брент
- 1950 — Радость путешественника[англ.] / Traveller's Joy — Лил Фаулер
- 1951 — Утка мистера Дрейка[англ.] / Mister Drake's Duck — Пенни Дрейк
- 1952 — Бедная принцесса[англ.] / Penny Princess — Линди Смит
- 1955 — Они не могут повесить меня[англ.] / They Can't Hang Me — Джилл Уилсон
- 1956 — Дуглас Фэрбенкс представляет[англ.] / Douglas Fairbanks Presents — Салли (в эпизоде Guy in the Middle)
- 1957 — Тарзан и неудачное сафари[англ.] / Tarzan and the Lost Safari — Геймаж Дин
- 1959 — Экспрессо Бонго[англ.] / Expresso Bongo — Дикси Коллинс
- 1962 — Головоломка[англ.] / Jigsaw — Джин Шерман
- 1963 — 80 000 подозреваемых[англ.] / 80,000 Suspects — Рут Престон
- 1970 — Искатели приключений[англ.] / The Adventurers — миссис Эриксон
- 1976 — Семь ночей в Японии[англ.] / Seven Nights in Japan — американская жена

В титрах не указана
- 1941 — Дорожное шоу[англ.] / Road Show — медсестра
- 1941 — Жизнь начинается для Энди Харди[англ.] / Life Begins for Andy Hardy — сотрудница аптеки
- 1941 — Незаконченное дело[англ.] / Unfinished Business — маникюрша

### В роли самой себя
- 1955 — Какая моя линия? / What's My Line? — в 5 выпусках
- 1962 — Это ваша жизнь[англ.] / This Is Your Life — в выпуске от 18 декабря
- 1976 — Знаменитости в квадратах[англ.] / Celebrity Squares — в выпуске #2.10 от 6 ноября